# Andrej Čuš

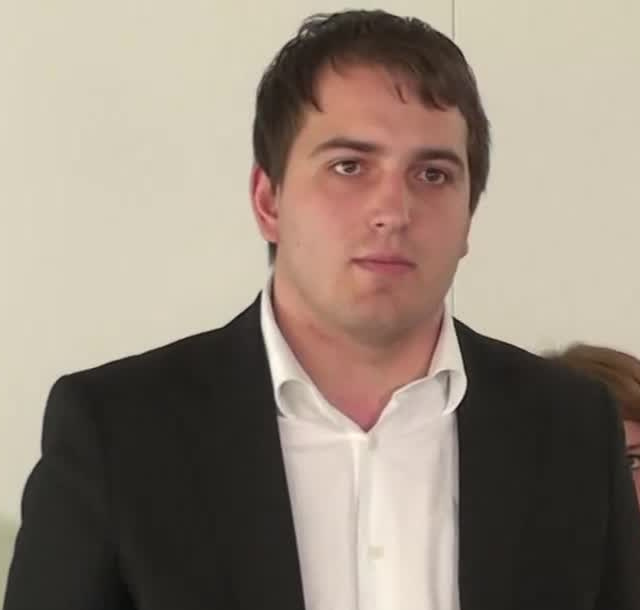
Andrej Čuš, 2012

Andrej Čuš (* 29. Juli 1990 in Maribor) ist ein slowenischer Politiker und Sozialwissenschaftler. In den Jahren 2021 und 2022 war er  Staatssekretär im Ministerium für wirtschaftliche Entwicklung und Technologie der Republik Slowenien.

## Werdegang
Nach seinem Abschluss am Wirtschaftsgymnasium in Ptuj schrieb er sich an der Fakultät für Angewandte Sozialwissenschaften der Universität Nova Gorica ein, wo er 2012 mit einer Arbeit zum Thema „Innovative Ansätze im Kampf gegen Korruption in der öffentlichen Verwaltung in der Republik Slowenien“ abschloss.